# Печера (роман)
«Печера» (оригінальна назва — рос. Пещера) — роман українських письменників Марини та Сергія Дяченків; опублікований  у видавництві «Азбука» 1998 року.

## Опис книги

### Україна
Дія роману Марини та Сергія Дяченок «Печера» відбувається в місті, в якому нема злочинів і замків на дверях. Ідеальний варіант суспільства? Так, але тільки на перший погляд. Тому що свідомість мешканців цього міста розділена. Удень вони живуть у реальності, яка регулюється звичайними нормами і правилами. А вночі до їх «послуг» Печера — світ поза свідомостю, який наповнений дивними і жорстокими створіннями. Прокидаючись зранку, мешканці міста розуміють, що у світі Печери вони реалізують усі свої потаємні бажання, які заборонені у світі реальному. Але де проходить межа між світами? І чи є вона взагалі?..
Як завжди, Дяченки, майстерно підкоряючи захоплюючим сюжетом, ставлять перед читачами філософські питання, відповідь на які кожен повинен знайти сам…

### Росія
Мешканці цього міста, доволі схожого на наші міста, існують у двох вимірах. Вдень вони живуть звичайним життям, але без жорстокості та агресії; вночі, уві сні, вони з'являються у Світі Печери, і кожен з них живе звіром, хижаком чи жертвою, сильним або слабким... Чи можна випустити людського звіра із темної печери? І найголовніше, чи потрібно? Марина та Сергій Дяченки.

## Цікаві факти
На першому виданні книги зазначено, що рік видання 1997, хоча фактично це травень 1998 року

## Нагороди[2]
- 1998 — нагорода «Мраморный фавн», Найкращий фантастичний твір, номінація «Роман» (неофіційний, Росія)
- 1999 — фестиваль «Странник», нагорода ««Лунный Меч»» (Росія)

## Видання[2]
- 1998 рік — видавництво «Азбука». (рос.)
- 2000 рік — видавництво «Terra Fantastica», «Креатрейд», «Олма-пресс». (рос.)
- 2002 рік — видавництво «Олма-пресс». (рос.)
- 2003 рік — видавництво «Эксмо». (рос.)
- 2005 рік — видавництво «Эксмо». (рос.)
- 2007 рік — видавництво «Эксмо». (рос.)
- 2008 рік — видавництво «Эксмо». (рос.)
- 2010 рік — видавництво «Эксмо». (рос.)
- 2010 рік — видавництво «Фоліо». (укр.)

## Український переклад
Українською мовою був перекладений і опублікований 2010 року видавництвом «Фоліо».